# Bochmánivka
Bochmánivka (en ucraniano: Бочманівка) es un pueblo ucraniano perteneciente al óblast de Odesa. Situado en el suroeste del país, es parte del raión de Podilsk y parte del municipio (hromada) de Kuyálnik.

## Toponimia
El nombre del asentamiento en ruso es Bochmánovka (en ruso: Бочмановка).

## Historia
El pueblo fue fundada en 1830 inmigrantes de la gobernación de Podolia.
Durante el Holodomor (1932-1933), murieron al menos 58 habitantes del pueblo.

## Demografía
La evolución de la población de Bochmánivka entre 1989 y 2001 fue la siguiente:
| 1046                                                          | 916 |
| (Fuente: Cities & Towns of Ukraine y UKRAINE: Größere Städte) |     |

Según el censo de 2001, la lengua materna de la mayoría de los habitantes, el 89,63%, es el ucraniano; del 5,68% es el rumano; y del 3,82% es el  ruso.